# Roy van den Berg
Roy van den Berg (ur. 8 września 1988 w Kampen) – holenderski kolarz torowy, złoty medalista olimpijski i czterokrotny medalista mistrzostw świata.

## Kariera
Pierwszy sukces w karierze osiągnął w 2010 roku, kiedy został mistrzem kraju w keirinie i sprincie indywidualnym. W 2016 roku zdobył srebrny medal w sprincie indywidualnym na mistrzostwach Europy w Yvelines, a dwa lata później, na mistrzostwach Europy w Glasgow razem z kolegami z reprezentacji zwyciężył w sprincie drużynowym. Podczas mistrzostw świata w Pruszkowie w 2019 roku razem z Harriem Lavreysenem, Matthijsem Büchlim i Jeffreyem Hooglandem zdobył złoty medal w sprincie drużynowym. W tej samej konkurencji zdobywał też złote medale na MŚ w Berlinie (2020), MŚ w Roubaix (2021) i srebrny podczas MŚ w Yvelines (2022).
Wystartował na igrzyskach olimpijskich w Tokio, gdzie Holendrzy w składzie: Roy van den Berg, Harrie Lavreysen, Jeffrey Hoogland i Matthijs Büchli zwyciężyli w sprincie drużynowym.